# 本願寺駅逓

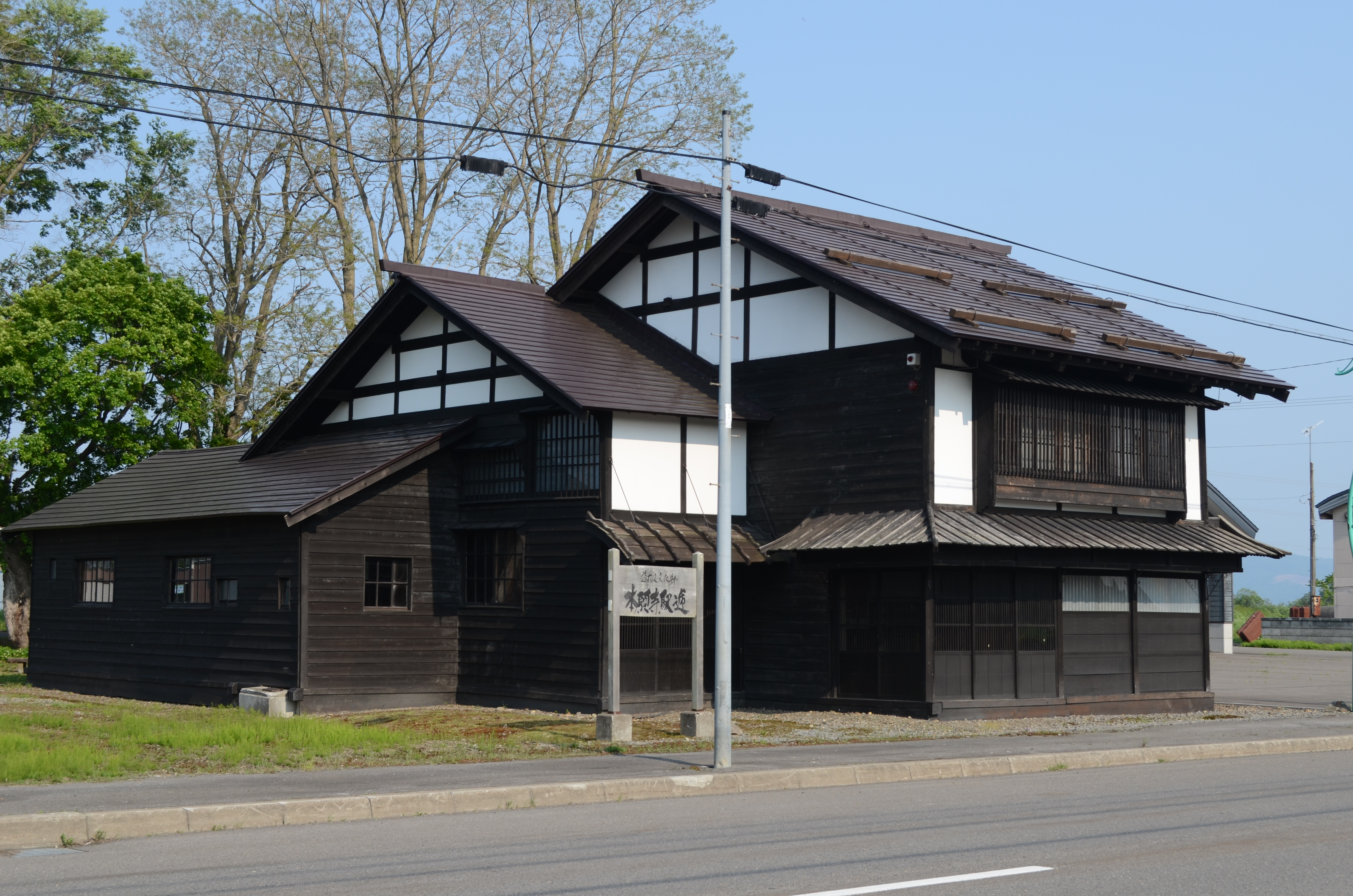
2025年5月

本願寺駅逓（ほんがんじえきてい）は、北海道雨竜郡沼田町北竜399-1に所在する史跡。
21世紀時点で北海道に現存する数少ない駅逓所の建物のひとつだが、当駅逓のような2階建てはさらに珍しい。官設駅逓には一定の規格があり、平屋建て30坪とするほか間取りまで決められていたが、当駅逓は民間の建物に後から許可を与えたもののため、規格に従っていないのである。

## 歴史
1894年（明治27年）、木谷卯一郎により旅人宿として建てられる。
1900年（明治33年）、駅逓設置を空知支庁長に願い出て、許可を受ける。
なお、当時の所在地は北竜村字仁多志別であり、設置許可も「仁多志別駅逓」として下りている。しかし、この一帯は本願寺農場事務所や本願寺説教所があったため「本願寺市街」の通称で知られており、したがって駅逓もまた「本願寺駅逓」と呼ばれた。
駅逓としての業務は、大正時代末期まで続いたものと思われる。
1968年（昭和43年）、沼田町文化財の第1号に指定される。
1971年（昭和46年）、北海道文化財に指定される。